# حکم ساکوکوی سال ۱۶۳۵
حکم ساکوکوی سال ۱۶۳۵ (به انگلیسی: Sakoku Edict of 1635) یک فرمان ژاپنی است که برای حذف نفوذ دول خارجی در قوانین و مقررات دولت اعمال شد. حکم ساکوکوی سومین سری از قوانین بود که توسط شوگون وقت توکوگاوا ایه‌میتسو، از سال ۱۶۲۳ تا ۱۶۵۱ صادر شد. فرمان ۱۶۳۵ به‌عنوان نمونه بارز میل ژاپن به انزوای کشور در نظر گرفته می‌شود. این حکم در ناگاساکی، شهری بندری واقع در جنوب غربی ژاپن نوشته شد.